# Рудопрояв
Рудопрояв (рос. рудопроявление, англ. ore show; ore manifestation; нім. Erzauftreten n) — природне скупчення руди невеликих або нез'ясованих розмірів. При позитивних результатах наступної розвідки Р. може бути переведено в розряд родовища.